# Kriegsheim
Kriegsheim (Kriejse nel dialetto locale) è un comune francese di 787 abitanti situato nel dipartimento del Basso Reno nella regione del Grand Est.

## Toponimo
La zona di Kriegsheim è abitata sin dall'epoca merovingia. La prima menzione del paese risale all'823, quando viene citato come Creachshaim. Nel corso dei secoli il nome dell'abitato è cambiata numerose volte, ed è nel 1207 che il villaggio viene citato per la prima volta come Kriegsheim, anche se nei secoli successivi cambiò spesso nome : Kriegszheim, Criegesheim, Kriegelsheim, Griegsheim e Griecksheim.

## Società

### Evoluzione demografica
Abitanti censiti